# あの日、侍がいたグラウンド
『あの日、侍がいたグラウンド』（あのひ さむらいがいたグラウンド）は、2017年に開催された「2017 ワールド・ベースボール・クラシック」における日本代表チーム（侍ジャパン）の戦いに密着取材したドキュメンタリー映画作品。スポーツ専門チャンネルの J SPORTS が開局20周年記念に制作した。
チームの編成、強化合宿、予選にあたる東京ラウンドから、アメリカ・ラウンドの準決勝で敗退するまでを、チーム専属カメラが捉えた100時間超の映像から編集されており、「侍ジャパンの知られざる素顔、チームの裏側を観ることができる」と評された。
2017年7月1日から7月7日まで、全国各地の10館で1週間だけ劇場公開され、その後は8月2日に、東京ドームにおける巨人対阪神戦の終了後に、観戦者を対象とした本作品の無料上映がおこなわれた。8月4日には、特典映像を追加したDVDとブルーレイ・ディスクが発売された。